# Partiell differentialekvation

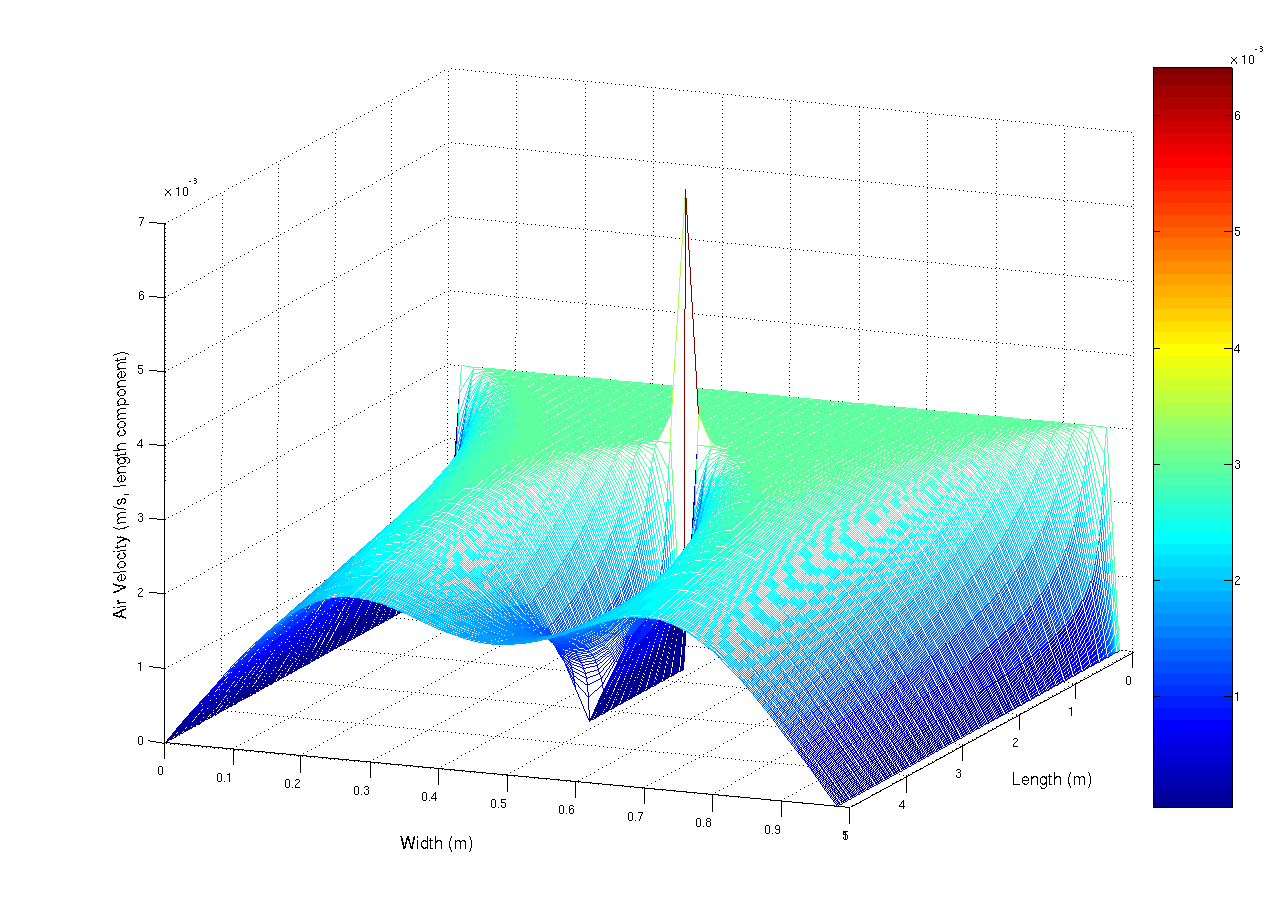
Tillämpning av Navier-Stokes ekvationer för att simulera ett luftflöde runt ett hinder

En partiell differentialekvation, PDE, är en differentialekvation för en funktion vars värde beror av flera variabler, till skillnad från en ordinär differentialekvation som beror av en enskild variabel.
Partiella differentialekvationer används vanligen för att beskriva fysikaliska fenomen, ofta för skalär- eller vektorfält som är beroende av en ortsvektor och ibland tid. Dit hör Laplaces ekvation, Poissons ekvation, värmeledningsekvationen, vågekvationen, Navier–Stokes ekvationer, Schrödingerekvationen och Maxwells elektromagnetiska ekvationer.

## Definition
En partiell differentialekvation (PDE) för funktionen {\displaystyle u(x_{1},\ldots ,x_{n})} är en ekvation av formen
{\displaystyle F\left(x_{1},\ldots ,x_{n},u,{\frac {\partial u}{\partial x_{1}}},\ldots ,{\frac {\partial u}{\partial x_{n}}},{\frac {\partial ^{2}u}{\partial x_{1}\partial x_{1}}},\ldots ,{\frac {\partial ^{2}u}{\partial x_{1}\partial x_{n}}},\ldots \right)=0}

## Exempel

### Linjära andra ordningens partiella differentialekvationer
Partiella differentialekvationer kan delas in i linjära och icke-linjära precis som ordinära differentialekvationer. Här presenteras några klassiska exempel på linjära andra ordningens PDE:er.
- Värmeledningsekvationen/diffusionsekvationen (parabolisk)

{\displaystyle {\frac {\partial u}{\partial t}}=\kappa {\frac {\partial ^{2}u}{\partial x^{2}}}}
- Vågekvationen (hyperbolisk)

{\displaystyle {\frac {\partial ^{2}u}{\partial t^{2}}}=c^{2}{\frac {\partial ^{2}u}{\partial x^{2}}}}
- Poissons ekvation (elliptisk)

{\displaystyle {\frac {\partial ^{2}u}{\partial x^{2}}}+{\frac {\partial ^{2}u}{\partial y^{2}}}=f(x,y)}
Specialfallet där {\displaystyle f(x,y)=0} kallas även Laplaces ekvation.
- Euler–Tricomis ekvation används inom studien av transsonisk fart. Ekvationen lyder

{\displaystyle u_{xx}=xu_{yy}.}

### Andra ekvationer
- Dyms ekvation är en ekvation av tredje ordningen uppkallad efter Harry Dym och förekommer i teorin av solitoner. Den är

{\displaystyle u_{t}\,=u^{3}u_{xxx}.}

## Lösning
Partiella differentialekvationer kan lösas med algebra i vissa enkla fall. Numerisk lösning av differentialekvationer kan utföras med bland annat finita elementmetoden.
Lösningen anpassas efter begynnelsevärden och randvärden.
Många lösningsmetoder bygger på funktionalanalys.

### Integraltransformationer
En integraltransformation kan transformera en partiell differentialekvation till en enklare sådan, exempelvis en separabel. Ett viktigt exempel är Fourieranalys som diagonaliserar värmeekvationen genom att använda egenbasen av sinusoidiska vågor.

### Variabelbyte
Ibland kan en PDE reduceras till en annan sådan med känd lösning med ett lämpligt variabelbyte. Exempelvis kan Black–Scholes-ekvation
{\displaystyle {\frac {\partial V}{\partial t}}+{\frac {1}{2}}\sigma ^{2}S^{2}{\frac {\partial ^{2}V}{\partial S^{2}}}+rS{\frac {\partial V}{\partial S}}-rV=0}
reduceras till värmeledningsekvationen
{\displaystyle {\frac {\partial u}{\partial \tau }}={\frac {\partial ^{2}u}{\partial x^{2}}}}
med variabelbytet
{\displaystyle V(S,t)=Kv(x,\tau )}
{\displaystyle x=\ln \left({\tfrac {S}{K}}\right)}
{\displaystyle \tau ={\tfrac {1}{2}}\sigma ^{2}(T-t)}
{\displaystyle v(x,\tau )=\exp(-\alpha x-\beta \tau )u(x,\tau ).}

### Andra lösningsmetoder
- d'Alemberts metod
- Variabelseparation
- Greenfunktioner